# Alessandro Argenton
Alessandro Argenton (Cividale del Friuli, 11 febbraio 1937 – Venezia, 7 gennaio 2024) è stato un cavaliere e militare italiano.

## Biografia
Ufficiale dell'Esercito italiano, negli anni dal 1958 al 1985 svolse attività agonistica di altissimo livello sia nell'ambito delle corse a ostacoli sia in concorso ippico che completo.
Fu un apprezzato gentleman rider e raggiunse un primato imbattuto di 290 corse ad ostacoli vinte negli ippodromi di tutta Italia. 
Vinse cinque coppe d'oro (anni 1958, 1959, 1960, 1963, 1971) per il cavaliere meglio classificato nelle corse in ostacoli di maggior rilievo nell'annata. 
Si aggiudicò la Staffa d'oro nel 1960 per il maggior numero di corse vinte in piano e in ostacoli. 
Fu anche vincitore di sette staffe d'argento per il maggior numero di corse vinte in ostacoli (anni 1958, 1959, 1960, 1965, 1971, 1982, 1983). Inoltre fu due volte campione italiano nel 1967 e 1977 in completo di equitazione.
Partecipò cinque volte ai Giochi olimpici vincendo due medaglie: una d'oro a squadre nel 1964 e, lasciata la divisa, una d'argento individuale nel 1972, entrambe nel concorso completo.
Nel 2015 fu insignito del collare d'oro al merito sportivo ai campioni olimpici.
Morì a Venezia il 7 gennaio 2024 all'età di 86 anni.

## Partecipazioni olimpiche
1. Giochi della XVII Olimpiade (1960)
2. Giochi della XVIII Olimpiade (1964)
3. Giochi della XIX Olimpiade (1968)
4. Giochi della XX Olimpiade (1972)
5. Giochi della XXI Olimpiade (1976)

## Palmarès
- Oro a Tokyo 1964 (completo a squadre con Paolo Angioni, Giuseppe Ravano e Mauro Checcoli)
- Argento a Monaco di Baviera 1972 (concorso individuale)